# Египет на летних Олимпийских играх 2016
Египет на летних Олимпийских играх 2016 года был представлен 119 спортсменами в 20 видах спорта. Знаменосцем сборной Египта на церемонии открытия Игр стал гандболист Ахмед Эль-Ахмар, а на церемонии закрытия — тхэквондистка Хедая Малак, ставшая бронзовым призёром в категории до 57 кг. По итогам соревнований на счету египетских спортсменов было 3 бронзовые медали, что позволило сборной Египта занять 75-е место в неофициальном медальном зачёте.

## Медали
| Бронза |                |                                      |            |
| №      | Спортсмены     | Вид спорта (дисциплина)              | Дата       |
| 1      | Мохамед Махмуд | Тяжёлая атлетика (до 77 кг, мужчины) | 10 августа |
| 2      | Сара Ахмед     | Тяжёлая атлетика (до 69 кг, женщины) | 10 августа |
| 3      | Хедая Малак    | Тхэквондо (до 57 кг, женщины)        | 18 августа |

## Состав сборной
Академическая гребля
1. Абдельхалек аль-Банна
2. Надия Наджм

 Бокс
1. Махмуд Абделааль
2. Хосам Бакр Абдин
3. Валид Мохамед
4. Абдельрахман Салах

 Борьба
Вольная борьба
1. Мохамед Заглуль
2. Диаэльдин Камаль
3. Самар Амер
4. Энас Мостафа

Греко-римская борьба
1. Адхам Ахмед Салех
2. Хайтем Махмуд
3. Абдельлатиф Мохамед
4. Ахмед Отман
5. Махмуд Фаузи
6. Хамди Эль-Саид

Велоспорт
 Трековый велоспорт
1. Эбтиссам Мохаммед

 Волейбол
1. Хоссам Абдалла
2. Ахмед Абделаал
3. Мамдух Абдельрехим
4. Ашраф Абуэльхассан
5. Ахмед Афифи
6. Мохамед Бадави
7. Мохамед Масуд
8. Ахмед Салах
9. Мохамед Такил
10. Омар Хассан
11. Ахмед Элькотб
12. Абд Эльхалим

 Гандбол
1. Махмуд Абуебаид
2. Мохамед Амер
3. Али Зейн
4. Мохамед Рамадан
5. Мохаммад Санад
6. Махмуд Халиль
7. Карим Хандави
8. Ислам Хассан
9. Мохамед Хашем
10. Мохамед Шебиб
11. Ахмед Эль-Ахмар
12. Мохамед Эль-Бассину
13. Йехия Эль-Дераа
14. Ибрагим Эль-Масри

Гребля на байдарках и каноэ
 Гребля на гладкой воде
1. Карим Эль-Сайед
2. Менталла Карим

 Дзюдо
1. Мохамед Абделааль
2. Ахмед Абдельрахман
3. Рамадан Дарвиш
4. Мохамед Мохиэльдин
5. Ислам Эль-Шехаби

 Конный спорт
1. Карим Эль-Зогби

 Лёгкая атлетика
1. Анас Бешр
2. Хассан Мохамед Махмуд
3. Хамада Мохамед
4. Фатьма Эль-Шарнуби

 Настольный теннис
1. Омар Ассар
2. Халид Ассар
3. Юсра Абдельразек
4. Дина Мешреф
5. Надин Эль-Давлатли

 Парусный спорт
1. Ахмед Раджаб

 Плавание
1. Акарам Махмуд
2. Али Халафалла
3. Мохамед Хуссейн
4. Марван Эль-Амрави
5. Марван Эль-Камаш
6. Рим Касим
7. Фарида Осман

 Пляжный волейбол
1. Нада Мивад
2. Доа Эль-Гобаши

 Прыжки в воду
1. Юсеф Селим
2. Мохаб Эль-Корди
3. Маха Абдельсалам
4. Маха Амер

 Синхронное плавание
1. Лейла Абдельмуз
2. Нариман Али
3. Самия Ахмед
4. Салма Негмелдин
5. Нада Саафан
6. Неха Саафан
7. Дара Хассанин
8. Нур Эль-Аюби
9. Джомана Эль-Маграби

 Современное пятиборье
1. Амро Эль-Гезири
2. Омар Эль-Гезири
3. Хайди Морси

 Спортивная гимнастика
1. Шерих Эль-Зейни

 Стрельба
1. Сами Абдель Разек
2. Ахмед Дарвиш
3. Франко Донато
4. Ахмад Камар
5. Абдель Азиз Мехельба
6. Азми Мехельба
7. Ахмед Мохамед
8. Хамада Талат
9. Ахмед Шабан
10. Хадир Мехимар
11. Шима Хашад
12. Афаф Эль-Ходход

 Стрельба из лука
1. Ахмед Эль-Немр
2. Рим Мансур

 Тхэквондо
1. Гофран Заки
2. Квота 2
3. Квота 3

 Тяжёлая атлетика
1. Квота 1
2. Квота 2
3. Квота 3
4. Квота 4
5. Квота 5
6. Квота 6
7. Эсра Ахмед
8. Квота 8
9. Квота 9

 Фехтование
1. Алаэльдин Абуэлькассем
2. Тарек Айяд
3. Мохамед Амер
4. Айман Файез
5. Мохаммед Эссам
6. Нура Мохамед
7. Нада Хафез

## Результаты соревнований

### Академическая гребля
В следующий раунд из каждого заезда проходят несколько лучших экипажей (в зависимости от дисциплины). В отборочный заезд попадают спортсмены, выбывшие в предварительном раунде. В финал A выходят 6 сильнейших экипажей, остальные разыгрывают места в утешительных финалах B-F.
Мужчины
| Соревнование | Спортсмены            | Предварительный заезд | Предварительный заезд | Предварительный заезд | Отборочный заезд | Отборочный заезд | Отборочный заезд | Четвертьфинал | Четвертьфинал | Четвертьфинал | Полуфинал     | Полуфинал     | Полуфинал     | Финал   | Финал   | Итоговое место |
| Соревнование | Спортсмены            | Заезд                 | Время                 | Место                 | Заезд            | Время            | Место            | Заезд         | Время         | Место         | Заезд         | Время         | Место         | Время   | Место   | Итоговое место |
| ------------ | --------------------- | --------------------- | --------------------- | --------------------- | ---------------- | ---------------- | ---------------- | ------------- | ------------- | ------------- | ------------- | ------------- | ------------- | ------- | ------- | -------------- |
| одиночки     | Абдельхалек аль-Банна | 6                     | 7:34,05               | 3 Q                   | не участвовал    | не участвовал    | не участвовал    | 3             | 6:50,82       | 3 Q           | Полуфинал A/B | Полуфинал A/B | Полуфинал A/B | Финал B | Финал B | 10             |
| одиночки     | Абдельхалек аль-Банна | 6                     | 7:34,05               | 3 Q                   | не участвовал    | не участвовал    | не участвовал    | 3             | 6:50,82       | 3 Q           | 1             | 7:13,55       | 5 QB          | 6:54,94 | 4       | 10             |

Женщины
| Соревнование | Спортсмены  | Предварительный заезд | Предварительный заезд | Предварительный заезд | Отборочный заезд | Отборочный заезд | Отборочный заезд | Четвертьфинал | Четвертьфинал | Четвертьфинал | Полуфинал     | Полуфинал     | Полуфинал     | Финал | Финал | Итоговое место |
| Соревнование | Спортсмены  | Заезд                 | Время                 | Место                 | Заезд            | Время            | Место            | Заезд         | Время         | Место         | Заезд         | Время         | Место         | Время | Место | Итоговое место |
| ------------ | ----------- | --------------------- | --------------------- | --------------------- | ---------------- | ---------------- | ---------------- | ------------- | ------------- | ------------- | ------------- | ------------- | ------------- | ----- | ----- | -------------- |
| одиночки     | Надия Неджм | 3                     | 9:14,55               | 3 Q                   | не участвовала   | не участвовала   | не участвовала   | 2             | 8:25,75       | 6             | Полуфинал C/D | Полуфинал C/D | Полуфинал C/D | Финал | Финал |                |
| одиночки     | Надия Неджм | 3                     | 9:14,55               | 3 Q                   | не участвовала   | не участвовала   | не участвовала   | 2             | 8:25,75       | 6             |               |               |               |       |       |                |

### Бокс
Квоты, завоёванные спортсменами являются именными. Если от одной страны путёвки на Игры завоюют два и более спортсмена, то право выбора боксёра предоставляется национальному Олимпийскому комитету. Соревнования по боксу проходят по системе плей-офф. Для победы в олимпийском турнире боксёру необходимо одержать либо четыре, либо пять побед в зависимости от жеребьёвки соревнований. Оба спортсмена, проигравшие в полуфинальных поединках, становятся обладателями бронзовых наград.
Мужчины
| Категория | Спортсмены         | Первый раунд             | Второй раунд         | Четвертьфинал        | Полуфинал            | Финал                | Место                |
| Категория | Спортсмены         | Соперник Результат       | Соперник Результат   | Соперник Результат   | Соперник Результат   | Соперник Результат   | Место                |
| --------- | ------------------ | ------------------------ | -------------------- | -------------------- | -------------------- | -------------------- | -------------------- |
| до 60 кг  | Махмуд Абделааль   | ALGР. Бенбазиз (6) П 0:3 | завершил выступление | завершил выступление | завершил выступление | завершил выступление | завершил выступление |
| до 69 кг  | Валид Мохамед      | GBRД. Келли П 0:3        | завершил выступление | завершил выступление | завершил выступление | завершил выступление | завершил выступление |
| до 75 кг  | Хосам Абдин (6)    | MRIМ. Клэр В 3:0         | CMRВ. Нсенге :       |                      |                      |                      |                      |
| до 81 кг  | Абдельрахман Салах | CROХ. Сеп П 1:2          | завершил выступление | завершил выступление | завершил выступление | завершил выступление | завершил выступление |

### Борьба
В соревнованиях по борьбе, как и на предыдущих трёх Играх, будет разыгрываться 18 комплектов наград. По 6 у мужчин в вольной и греко-римской борьбе и 6 у женщин в вольной борьбе. Турнир пройдёт по олимпийской системе с выбыванием. В утешительный раунд попадают участники, проигравшие в своих поединках будущим финалистам соревнований. Каждый поединок состоит из двух раундов по 3 минуты, победителем становится спортсмен, набравший большее количество технических очков. По окончании схватки, в зависимости от результатов спортсменам начисляются классификационные очки.
Мужчины
Вольная борьба
| Соревнование | Спортсмены       | Первый раунд       | 1/8 финала         | Четвертьфинал      | Полуфинал          | Финал              | Место |
| Соревнование | Спортсмены       | Соперник Результат | Соперник Результат | Соперник Результат | Соперник Результат | Соперник Результат | Место |
| ------------ | ---------------- | ------------------ | ------------------ | ------------------ | ------------------ | ------------------ | ----- |
| до 86 кг     | Мохамед Заглуль  |                    |                    |                    |                    |                    |       |
| до 125 кг    | Диаэльдин Камаль |                    |                    |                    |                    |                    |       |

Греко-римская борьба
| Категория | Спортсмены          | Первый раунд       | 1/8 финала         | Четвертьфинал      | Полуфинал          | Финал              | Место |
| Категория | Спортсмены          | Соперник Результат | Соперник Результат | Соперник Результат | Соперник Результат | Соперник Результат | Место |
| --------- | ------------------- | ------------------ | ------------------ | ------------------ | ------------------ | ------------------ | ----- |
| до 59 кг  | Хайтем Махмуд       |                    |                    |                    |                    |                    |       |
| до 66 кг  | Адхам Ахмед Салех   |                    |                    |                    |                    |                    |       |
| до 75 кг  | Махмуд Фаузи        |                    |                    |                    |                    |                    |       |
| до 85 кг  | Ахмед Отман         |                    |                    |                    |                    |                    |       |
| до 98 кг  | Хамди Эль-Саид      |                    |                    |                    |                    |                    |       |
| до 130 кг | Абдельлатиф Мохамед |                    |                    |                    |                    |                    |       |

Женщины
Вольная борьба
| Соревнование | Спортсмены   | Первый раунд       | 1/8 финала         | Четвертьфинал      | Полуфинал          | Финал              | Место |
| Соревнование | Спортсмены   | Соперник Результат | Соперник Результат | Соперник Результат | Соперник Результат | Соперник Результат | Место |
| ------------ | ------------ | ------------------ | ------------------ | ------------------ | ------------------ | ------------------ | ----- |
| до 69 кг     | Энас Мостафа |                    |                    |                    |                    |                    |       |
| до 75 кг     | Самар Амер   |                    |                    |                    |                    |                    |       |

### Велоспорт

#### Трековый велоспорт
Спринт
| Соревнование | Спортсмены        | Квалификация   | Квалификация | Раунд 1                 | Утешительный заезд       | Раунд 2                 | Утешительный заезд       | Четвертьфинал           | Полуфинал               | Финал                    | Место                 |
| Соревнование | Спортсмены        | Время Скорость | Место        | Соперник Время Скорость | Соперники Время Скорость | Соперник Время Скорость | Соперники Время Скорость | Соперник Время Скорость | Соперник Время Скорость | Соперники Время Скорость | Место                 |
| ------------ | ----------------- | -------------- | ------------ | ----------------------- | ------------------------ | ----------------------- | ------------------------ | ----------------------- | ----------------------- | ------------------------ | --------------------- |
| женщины      | Эбтиссам Мохаммед | 12.920 55.727  | 27           | Завершила выступление   | Завершила выступление    | Завершила выступление   | Завершила выступление    | Завершила выступление   | Завершила выступление   | Завершила выступление    | Завершила выступление |

### Водные виды спорта

#### Плавание
В следующий раунд на каждой дистанции проходят спортсмены, показавшие лучший результат, независимо от места, занятого в своём заплыве.
Мужчины
| Дистанция                        | Спортсмены       | Предварительный раунд | Предварительный раунд | Предварительный раунд | Полуфинал            | Полуфинал            | Полуфинал            | Финал                | Финал                |
| Дистанция                        | Спортсмены       | Заплыв                | Результат             | Место                 | Заплыв               | Результат            | Место                | Результат            | Место                |
| -------------------------------- | ---------------- | --------------------- | --------------------- | --------------------- | -------------------- | -------------------- | -------------------- | -------------------- | -------------------- |
| 50 метров вольным стилем         | Али Халафалла    |                       |                       |                       |                      |                      |                      |                      |                      |
| 200 метров вольным стилем        | Марван Эль-Камаш | 3                     | 1:47,52               | 24                    | Завершил выступление | Завершил выступление | Завершил выступление | Завершил выступление | Завершил выступление |
| 400 метров вольным стилем        | Марван Эль-Камаш | 4                     | 3:47,43               | 16                    | Не проводится        | Не проводится        | Не проводится        | Завершил выступление | Завершил выступление |
| 400 метров вольным стилем        | Ахмед Акрам      | 4                     | 3:49,46               | 27                    | Не проводится        | Не проводится        | Не проводится        | Завершил выступление | Завершил выступление |
| 1500 метров вольным стилем       | Акарам Махмуд    |                       |                       |                       | Не проводится        | Не проводится        | Не проводится        |                      |                      |
| 200 метров комплексным плаванием | Мохамед Хуссейн  | 2                     | 2:02,36               | 25                    | завершил выступление | завершил выступление | завершил выступление | завершил выступление | завершил выступление |

Открытая вода
| Дистанция     | Спортсмены        | Результат | Место | Отставание |
| ------------- | ----------------- | --------- | ----- | ---------- |
| 10 километров | Марван Эль-Амрави | 1:59:17,2 | 23    |            |

Женщины
| Дистанция                | Спортсмены   | Предварительный раунд | Предварительный раунд | Предварительный раунд | Полуфинал | Полуфинал | Полуфинал | Финал                 | Финал                 |
| Дистанция                | Спортсмены   | Заплыв                | Результат             | Место                 | Заплыв    | Результат | Место     | Результат             | Место                 |
| ------------------------ | ------------ | --------------------- | --------------------- | --------------------- | --------- | --------- | --------- | --------------------- | --------------------- |
| 50 метров вольным стилем | Фарида Осман |                       |                       |                       |           |           |           |                       |                       |
| 100 метров баттерфляем   | Фарида Осман | 4                     | 57,83                 | 11 Q                  | 1         | 58,26     | 11        | Завершила выступление | Завершила выступление |

Открытая вода
| Дистанция     | Спортсмены | Результат | Место | Отставание |
| ------------- | ---------- | --------- | ----- | ---------- |
| 10 километров | Рим Касим  |           |       |            |

#### Прыжки в воду
Мужчины
| Соревнование      | Спортсмены      | Предварительный раунд | Предварительный раунд | Полуфинал | Полуфинал | Финал     | Финал |
| Соревнование      | Спортсмены      | Результат             | Место                 | Результат | Место     | Результат | Место |
| ----------------- | --------------- | --------------------- | --------------------- | --------- | --------- | --------- | ----- |
| трамплин, 3 метра | Мохаб Эль-Корди |                       |                       |           |           |           |       |
| вышка, 10 метров  | Юсеф Селим      |                       |                       |           |           |           |       |

Женщины
| Соревнование      | Спортсмены       | Предварительный раунд | Предварительный раунд | Полуфинал | Полуфинал | Финал     | Финал |
| Соревнование      | Спортсмены       | Результат             | Место                 | Результат | Место     | Результат | Место |
| ----------------- | ---------------- | --------------------- | --------------------- | --------- | --------- | --------- | ----- |
| трамплин, 3 метра | Маха Амер        |                       |                       |           |           |           |       |
| вышка, 10 метров  | Маха Абдельсалам |                       |                       |           |           |           |       |

#### Синхронное плавание
По итогам квалификационного раунда в соревнованиях дуэтов в финал проходят 12 сильнейших сборных. В финале синхронистки исполняют только произвольную программу. Итоговая сумма складывается из результатов финальной произвольной программы и баллов, полученных дуэтами за техническую программу, исполненную в квалификационном раунде.
| Соревнование | Спортсмены | Квалификация          | Квалификация          | Квалификация           | Квалификация           | Квалификация  | Квалификация  | Финал                  | Финал                  | Итоговый результат    | Итоговый результат |
| Соревнование | Спортсмены | Техническая программа | Техническая программа | Произвольная программа | Произвольная программа | Всего         | Всего         | Произвольная программа | Произвольная программа | Итоговый результат    | Итоговый результат |
| Соревнование | Спортсмены | Баллы                 | Место                 | Баллы                  | Место                  | Баллы         | Место         | Баллы                  | Место                  | Баллы                 | Место              |
| ------------ | --- | --------------------- | --------------------- | ---------------------- | ---------------------- | ------------- | ------------- | ---------------------- | ---------------------- | --------------------- | ------------------ |
| дуэты        | Самия Ахмед Дара Хассанин | 76,5306               | 23                    | 77,6000                | 23                     | 154,1306      | 23            | Завершили выступление  | Завершили выступление  | Завершили выступление | 23                 |
| группы       | Лейла Абдельмуз Нариман Али Самия Ахмед Салма Негмелдин Нада Саафан Неха Саафан Дара Хассанин Нур Эль-Аюби Джомана Эль-Маграби | 76,9838               | 7                     | Не проводится          | Не проводится          | Не проводится | Не проводится | 78,5667                | 7                      | 155,5505              | 7                  |

### Волейбол

#### Волейбол

##### Мужчины
Мужская сборная Египта квалифицировалась на Игры, заняв первое место по итогам африканского квалификационного турнира.
Состав команды
Результаты
Групповой этап (Группа B)
|              | Матчи | Матчи | Очки | Сеты | Сеты | Сеты  | Мячи | Мячи | Мячи  |
| В            | П     | В     | Очки | П    | В:П  | В     | П    | В:П  |       |
| ------------ | ----- | ----- | ---- | ---- | ---- | ----- | ---- | ---- | ----- |
| 1. Аргентина | 4     | 1     | 12   | 12   | 4    | 3,000 | 394  | 335  | 1,176 |
| 2. Польша    | 4     | 1     | 12   | 14   | 5    | 2,800 | 447  | 389  | 1,149 |
| 3. Россия    | 4     | 1     | 11   | 13   | 6    | 2,167 | 432  | 367  | 1,177 |
| 4. Иран      | 2     | 3     | 7    | 8    | 9    | 0,889 | 389  | 392  | 0,992 |
| 5. Египет    | 1     | 4     | 3    | 3    | 12   | 0,250 | 286  | 362  | 0,790 |
| 6. Куба      | 0     | 5     | 0    | 1    | 15   | 0,067 | 300  | 403  | 0,744 |

| 7 августа 2016 15:00 UTC-3 |

| Польша                           | 3:0  | Египет         |
| (25:18, 25:20, 25:17) Статистика |      |                |
| Михал Кубяк 15                   | Очки | 9 Абд Эльхалим |

| Мараканазинью, Рио-де-Жанейро Зрителей: 4456 Судьи: Юрай Мокрый, Сусана Родригес |

| 9 августа 2016 20:30 UTC-3 |

| Куба                             | 0:3  | Египет               |
| (22:25, 15:25, 22:25) Статистика |      |                      |
| Хавьер Хименес — 10              | Очки | 20 — Ахмед Абдельхай |

| Мараканазинью, Рио-де-Жанейро Зрителей: 5016 Судьи: Рожерио Эспикальский, Денни Сеспедес |

#### Пляжный волейбол
Женщины
| Соревнование | Спортсмены                | Групповой этап                                | Групповой этап                            | Групповой этап             | Групповой этап | 1/8 финала     | Четвертьфинал  | Полуфинал      | Финал          | Место |
| Соревнование | Спортсмены                | Соперники Счёт                                | Соперники Счёт                            | Соперники Счёт             | Место          | Соперники Счёт | Соперники Счёт | Соперники Счёт | Соперники Счёт | Место |
| ------------ | ------------------------- | --------------------------------------------- | ----------------------------------------- | -------------------------- | -------------- | -------------- | -------------- | -------------- | -------------- | ----- |
| женщины      | Доа Эль-Гобаши Нада Мивад | Группа D                                      | Группа D                                  | Группа D                   | Группа D       |                |                |                |                |       |
| женщины      | Доа Эль-Гобаши Нада Мивад | GERЛ. Людвиг / К. Валькенхорст П 12:21, 15:21 | ITAМ. Менегатти / Р. Перри П 10:21, 13:21 | CANД. Бродер / К. Вальяс : |                |                |                |                |                |       |

### Гандбол

#### Мужчины
Мужская сборная Египта квалифицировалась на Игры, заняв первое место на чемпионате Африки 2016 года.
Состав
Результаты
Групповой этап (Группа B)
| Место | Команда  | И | В | Н | П | ГЗ  | ГП  | +/- | Очки |
| ----- | -------- | - | - | - | - | --- | --- | --- | ---- |
| 1     | Германия | 5 | 4 | 0 | 1 | 153 | 141 | +12 | 8    |
| 2     | Словения | 5 | 4 | 0 | 1 | 137 | 126 | +11 | 8    |
| 3     | Бразилия | 5 | 2 | 1 | 2 | 141 | 150 | -9  | 5    |
| 4     | Польша   | 5 | 2 | 0 | 3 | 139 | 140 | -1  | 4    |
| 5     | Египет   | 5 | 1 | 1 | 3 | 129 | 143 | -14 | 3    |
| 6     | Швеция   | 5 | 1 | 0 | 4 | 132 | 131 | +1  | 2    |

| 2016-08-07 21:50 UTC-3 | Словения   | 27:26   | Египет            | Арена ду Футуру, Рио-де-Жанейро Зрителей: 6497 Судьи: Пальссон, Элиассон (ISL) |
| 2016-08-07 21:50 UTC-3 | Блаж Янц 8 | (15:15) | 7 Ахмед Эль-Ахмар | Арена ду Футуру, Рио-де-Жанейро Зрителей: 6497 Судьи: Пальссон, Элиассон (ISL) |
| 2016-08-07 21:50 UTC-3 | 9× 2×      | Отчёт   | 5× 3× 1×          | Арена ду Футуру, Рио-де-Жанейро Зрителей: 6497 Судьи: Пальссон, Элиассон (ISL) |

| 2016-08-09 19:50 UTC-3 | Египет             | 26:25             | Швеция               | Арена ду Футуру, Рио-де-Жанейро Зрителей: 4926 Судьи: Мусавиан, Колахдузан (IRI) |
| 2016-08-09 19:50 UTC-3 | Мохаммад Санад — 7 | (12:13)           | 5 — Фредрик Петерсен | Арена ду Футуру, Рио-де-Жанейро Зрителей: 4926 Судьи: Мусавиан, Колахдузан (IRI) |
| 2016-08-09 19:50 UTC-3 | 7× 4×              | Статистика, Отчёт | 8× 3×                | Арена ду Футуру, Рио-де-Жанейро Зрителей: 4926 Судьи: Мусавиан, Колахдузан (IRI) |

| 2016-08-11 11:30 UTC-3 | Польша | − : − | Египет | Фьючер Арена, Рио-де-Жанейро |
| 2016-08-11 11:30 UTC-3 |        |       |        | Фьючер Арена, Рио-де-Жанейро |
| 2016-08-11 11:30 UTC-3 |        |       |        | Фьючер Арена, Рио-де-Жанейро |

| 2016-08-13 16:40 UTC-3 | Египет | − : − | Бразилия | Фьючер Арена, Рио-де-Жанейро |
| 2016-08-13 16:40 UTC-3 |        |       |          | Фьючер Арена, Рио-де-Жанейро |
| 2016-08-13 16:40 UTC-3 |        |       |          | Фьючер Арена, Рио-де-Жанейро |

| 2016-08-15 11:30 UTC-3 | Германия | − : − | Египет | Фьючер Арена, Рио-де-Жанейро |
| 2016-08-15 11:30 UTC-3 |          |       |        | Фьючер Арена, Рио-де-Жанейро |
| 2016-08-15 11:30 UTC-3 |          |       |        | Фьючер Арена, Рио-де-Жанейро |

### Гимнастика

#### Спортивная гимнастика
В квалификационном раунде проходил отбор, как в финал командного многоборья, так и в финалы личных дисциплин. В финал индивидуального многоборья отбиралось 24 спортсмена с наивысшими результатами, а в финалы отдельных упражнений по 8 спортсменов, причём в финале личных дисциплин страна не могла быть представлена более, чем 2 спортсменами. В командном многоборье в квалификации на каждом снаряде выступали по 4 спортсмена, а в зачёт шли три лучших результата. В финале командных соревнований на каждом снаряде выступало по три спортсмена и все три результата шли в зачёт.
Женщины
Многоборья
| Соревнование      | Спортсмены      | Квалификация   | Квалификация        | Квалификация | Квалификация       | Квалификация | Квалификация | Финал                 | Финал                 | Финал                 | Финал                 | Финал                 | Финал                 |
| Соревнование      | Спортсмены      | Опорный прыжок | Разновысокие брусья | Бревно       | Вольные упражнения | Всего        | Место        | Опорный прыжок        | Разновысокие брусья   | Бревно                | Вольные упражнения    | Всего                 | Место                 |
| ----------------- | --------------- | -------------- | ------------------- | ------------ | ------------------ | ------------ | ------------ | --------------------- | --------------------- | --------------------- | --------------------- | --------------------- | --------------------- |
| личное многоборье | Шерих Эль-Зейни | 13,766         | 14,133              | 12,800       | 12,533             | 53,232       | 39           | завершила выступление | завершила выступление | завершила выступление | завершила выступление | завершила выступление | завершила выступление |

Индивидуальные упражнения
| Соревнование        | Спортсмены      | Квалификация | Квалификация | Финал                 | Финал                 |
| Соревнование        | Спортсмены      | Очки         | Место        | Очки                  | Место                 |
| ------------------- | --------------- | ------------ | ------------ | --------------------- | --------------------- |
| разновысокие брусья | Шерих Эль-Зейни | 14,133       | 40           | завершила выступление | завершила выступление |
| бревно              | Шерих Эль-Зейни | 12,800       | 66           | завершила выступление | завершила выступление |
| вольные упражнения  | Шерих Эль-Зейни | 12,533       | 69           | завершила выступление | завершила выступление |

### Гребля на байдарках и каноэ

#### Гребля на гладкой воде
Соревнования по гребле на байдарках и каноэ на гладкой воде проходят в лагуне Родригу-ди-Фрейташ, которая находится на территории города Рио-де-Жанейро. В каждой дисциплине соревнования проходят в три этапа: предварительный раунд, полуфинал и финал.
Мужчины
| Соревнование                  | Спортсмены      | Предварительный раунд | Предварительный раунд | Предварительный раунд | Полуфинал | Полуфинал | Полуфинал | Финал | Финал | Итоговое место |
| Соревнование                  | Спортсмены      | Заплыв                | Время                 | Место                 | Заплыв    | Время     | Место     | Время | Место | Итоговое место |
| ----------------------------- | --------------- | --------------------- | --------------------- | --------------------- | --------- | --------- | --------- | ----- | ----- | -------------- |
| байдарки-одиночки, 200 метров | Карим Эль-Сайед |                       |                       |                       |           |           |           |       |       |                |

Женщины
| Соревнование                  | Спортсмены     | Предварительный раунд | Предварительный раунд | Предварительный раунд | Полуфинал | Полуфинал | Полуфинал | Финал | Финал | Итоговое место |
| Соревнование                  | Спортсмены     | Заплыв                | Время                 | Место                 | Заплыв    | Время     | Место     | Время | Место | Итоговое место |
| ----------------------------- | -------------- | --------------------- | --------------------- | --------------------- | --------- | --------- | --------- | ----- | ----- | -------------- |
| байдарки-одиночки, 200 метров | Менталла Карим |                       |                       |                       |           |           |           |       |       |                |

### Дзюдо
Соревнования по дзюдо проводились по системе с выбыванием. В утешительные раунды попадали спортсмены, проигравшие полуфиналистам турнира. Два спортсмена, одержавших победу в утешительном раунде, в поединке за бронзу сражались с дзюдоистами, проигравшими в полуфинале.
Мужчины
| Категория    | Спортсмены         | 1/32 финала        | 1/16 финала                 | 1/8 финала                 | Четвертьфинал        | Полуфинал            | Финал                | Место |
| Категория    | Спортсмены         | Соперник Результат | Соперник Результат          | Соперник Результат         | Соперник Результат   | Соперник Результат   | Соперник Результат   | Место |
| ------------ | ------------------ | ------------------ | --------------------------- | -------------------------- | -------------------- | -------------------- | -------------------- | ----- |
| до 60 кг     | Ахмед Абдельрахман | не участвовал      | KGZО. Бестаев П 000:101     | завершил выступление       | завершил выступление | завершил выступление | завершил выступление | 17    |
| до 73 кг     | Мохамед Мохиэльдин | не участвовал      | MGLГ. Одбаяр П 001:100      | завершил выступление       | завершил выступление | завершил выступление | завершил выступление | 17    |
| до 81 кг     | Мохамед Абделааль  | не участвовал      | MGLО. Ууганбаатар В 101:000 | RUSХ. Халмурзаев П 000:010 | завершил выступление | завершил выступление | завершил выступление | 9     |
| до 100 кг    | Рамадан Дарвиш     |                    |                             |                            |                      |                      |                      |       |
| свыше 100 кг | Ислам Эль-Шехаби   | не участвовал      | Ор Сассон (ISR) П 000:100   | завершил выступление       | завершил выступление | завершил выступление | завершил выступление | 17    |

### Конный спорт
Конкур
В каждом из раундов спортсменам необходимо было пройти дистанцию с разным количеством препятствий и разным лимитом времени. За каждое сбитое препятствие спортсмену начислялось 4 штрафных балла, за превышение лимита времени 1 штрафное очко (за каждые 5 секунд). В финал личного первенства могло пройти только три спортсмена от одной страны. Командный конкур проводился в рамках второго и третьего раунда индивидуальной квалификации. В зачёт командных соревнований шли три лучших результата, показанные спортсменами во время личного первенства. Если спортсмен выбывал из индивидуальных соревнований после первого или второго раундов, то он всё равно продолжал свои выступления, но результаты при этом шли только в командный зачёт.
| Соревнование  | Спортсмены                      | Квалификация | Квалификация | Квалификация | Квалификация | Квалификация | Квалификация | Квалификация | Квалификация | Финал   | Финал   | Финал   | Финал | Финал | Итоговое место |
| Соревнование  | Спортсмены                      | 1 раунд      | 1 раунд      | 2 раунд      | Всего        | Всего        | 3 раунд      | Всего        | Всего        | Финал A | Финал A | Финал B | Всего | Всего | Итоговое место |
| Соревнование  | Спортсмены                      | Штраф        | Место        | Штраф        | Штраф        | Место        | Штраф        | Штраф        | Место        | Штраф   | Место   | Штраф   | Штраф | Место | Итоговое место |
| ------------- | ------------------------------- | ------------ | ------------ | ------------ | ------------ | ------------ | ------------ | ------------ | ------------ | ------- | ------- | ------- | ----- | ----- | -------------- |
| личный конкур | Карим Эль-Зогби лошадь — Amelia |              |              |              |              |              |              |              |              |         |         |         |       |       |                |

### Лёгкая атлетика
Мужчины
Беговые дисциплины
| Дисциплина        | Спортсмен      | Предварительный раунд | Предварительный раунд | Предварительный раунд | Четвертьфиналы | Четвертьфиналы | Четвертьфиналы | Полуфиналы | Полуфиналы | Полуфиналы | Финал | Финал |
| Дисциплина        | Спортсмен      | Забег                 | Время                 | Место                 | Забег          | Время          | Место          | Забег      | Время      | Место      | Время | Место |
| ----------------- | -------------- | --------------------- | --------------------- | --------------------- | -------------- | -------------- | -------------- | ---------- | ---------- | ---------- | ----- | ----- |
| бег на 400 метров | Анас Бешр      |                       |                       |                       | не проводится  | не проводится  | не проводится  |            |            |            |       |       |
| бег на 800 метров | Хамада Мохамед |                       |                       |                       | не проводится  | не проводится  | не проводится  |            |            |            |       |       |

Технические дисциплины
| Дисциплина     | Спортсмен             | Квалификация | Квалификация | Финал     | Финал |
| Дисциплина     | Спортсмен             | Результат    | Место        | Результат | Место |
| -------------- | --------------------- | ------------ | ------------ | --------- | ----- |
| метание молота | Хассан Мохамед Махмуд |              |              |           |       |

Женщины
Беговые дисциплины
| Дисциплина        | Спортсмен          | Предварительный раунд | Предварительный раунд | Предварительный раунд | Четвертьфиналы | Четвертьфиналы | Четвертьфиналы | Полуфиналы | Полуфиналы | Полуфиналы | Финал | Финал |
| Дисциплина        | Спортсмен          | Забег                 | Время                 | Место                 | Забег          | Время          | Место          | Забег      | Время      | Место      | Время | Место |
| ----------------- | ------------------ | --------------------- | --------------------- | --------------------- | -------------- | -------------- | -------------- | ---------- | ---------- | ---------- | ----- | ----- |
| бег на 800 метров | Фатьма Эль-Шарнуби |                       |                       |                       | не проводится  | не проводится  | не проводится  |            |            |            |       |       |

### Настольный теннис
Соревнования по настольному теннису проходили по системе плей-офф. Каждый матч продолжался до тех пор, пока один из теннисистов не выигрывал 4 партии. Сильнейшие 16 спортсменов начинали соревнования с третьего раунда, следующие 16 по рейтингу стартовали со второго раунда.
Мужчины
| Соревнование     | Спортсмены  | Квалификация         | Первый раунд         | Второй раунд          | Третий раунд         | 1/8 финала           | 1/4 финала           | Полуфинал            | Финал                |
| Соревнование     | Спортсмены  | Соперник Результат   | Соперник Результат   | Соперник Результат    | Соперник Результат   | Соперник Результат   | Соперник Результат   | Соперник Результат   | Соперник Результат   |
| ---------------- | ----------- | -------------------- | -------------------- | --------------------- | -------------------- | -------------------- | -------------------- | -------------------- | -------------------- |
| одиночный разряд | Омар Ассар  | Не участвовал        | PURБ. Афанадор В 4:2 | UKRКоу Лэй (28) П 3:4 | Завершил выступление | Завершил выступление | Завершил выступление | Завершил выступление | Завершил выступление |
| одиночный разряд | Халид Ассар | CGOВан Цзянань П 3:4 | Завершил выступление | Завершил выступление  | Завершил выступление | Завершил выступление | Завершил выступление | Завершил выступление | Завершил выступление |

Женщины
| Соревнование     | Спортсмены                                      | Квалификация        | Первый раунд        | Второй раунд          | Третий раунд          | 1/8 финала            | 1/4 финала            | Полуфинал             | Финал                 |
| Соревнование     | Спортсмены                                      | Соперник Результат  | Соперник Результат  | Соперник Результат    | Соперник Результат    | Соперник Результат    | Соперник Результат    | Соперник Результат    | Соперник Результат    |
| ---------------- | ----------------------------------------------- | ------------------- | ------------------- | --------------------- | --------------------- | --------------------- | --------------------- | --------------------- | --------------------- |
| одиночный разряд | Надин Эль-Давлатли                              | Не участвовала      | HUNП. Ловаш П 0:4   | Завершила выступление | Завершила выступление | Завершила выступление | Завершила выступление | Завершила выступление | Завершила выступление |
| одиночный разряд | Дина Мешреф                                     | TUNС. Саидани В 4:0 | THAН. Комвонг П 1:4 | Завершила выступление | Завершила выступление | Завершила выступление | Завершила выступление | Завершила выступление | Завершила выступление |
| командный разряд | Дина Мешреф Надин Эль-Давлатли Юсра Абдельразек | Не проводится       | Не проводится       | Не проводится         | Не проводится         | Сингапур · :          |                       |                       |                       |

### Парусный спорт
Соревнования по парусному спорту в каждом из классов состояли из 10 или 12 гонок. Каждую гонку спортсмены начинали с общего старта. Победителем становился экипаж, первым пересекший финишную черту. Количество очков, идущих в общий зачёт, соответствовало занятому командой месту. 10 лучших экипажей по результатам 10 заплывов попадали в медальную гонку, результаты которой также шли в общий зачёт. В медальной гонке, очки, полученные экипажем удваивались. В случае если участник соревнований не смог завершить гонку ему начислялось количество очков, равное количеству участников плюс один. При итоговом подсчёте очков не учитывался худший результат, показанный экипажем в одной из гонок. Сборная, набравшая наименьшее количество очков, становится олимпийским чемпионом.
Мужчины
| Класс | Спортсмены   | Гонка | Гонка | Гонка | Гонка | Гонка | Гонка | Гонка | Гонка | Гонка | Гонка | Гонка         | Гонка         | Гонка         | Очки | Место |
| Класс | Спортсмены   | 1     | 2     | 3     | 4     | 5     | 6     | 7     | 8     | 9     | 10    | 11            | 12            | M             | Очки | Место |
| ----- | ------------ | ----- | ----- | ----- | ----- | ----- | ----- | ----- | ----- | ----- | ----- | ------------- | ------------- | ------------- | ---- | ----- |
| Лазер | Ахмед Раджаб | 36    | 22    | 44    | 41    | 41    | 41    | 42    | 40    | 45    | 42    | не проводится | не проводится | не участвовал | 349  | 43    |

### Современное пятиборье
Современное пятиборье включает в себя: стрельбу, плавание, фехтование, верховую езду и бег. Как и на предыдущих Играх бег и стрельба были объединены в один вид — комбайн. В комбайне спортсмены стартовали с гандикапом, набранным за предыдущие три дисциплины (4 очка = 1 секунда). Олимпийским чемпионом становится спортсмен, который пересекает финишную линию первым.
Мужчины
| Соревнование      | Спортсмены      | Фехтование | Фехтование | Фехтование | Плавание | Плавание | Плавание | Верховая езда | Верховая езда | Верховая езда | Комбайн | Комбайн | Комбайн | Всего     | Всего |
| Соревнование      | Спортсмены      | Побед      | Очки       | Место      | Время    | Очки     | Место    | Штраф         | Очки          | Место         | Время   | Очки    | Место   | Результат | Место |
| ----------------- | --------------- | ---------- | ---------- | ---------- | -------- | -------- | -------- | ------------- | ------------- | ------------- | ------- | ------- | ------- | --------- | ----- |
| личное первенство | Амро Эль-Гезири |            |            |            |          |          |          |               |               |               |         |         |         |           |       |
| личное первенство | Омар Эль-Гезири |            |            |            |          |          |          |               |               |               |         |         |         |           |       |

Женщины
| Соревнование      | Спортсмены  | Фехтование | Фехтование | Фехтование | Плавание | Плавание | Плавание | Верховая езда | Верховая езда | Верховая езда | Комбайн | Комбайн | Комбайн | Всего     | Всего |
| Соревнование      | Спортсмены  | Побед      | Очки       | Место      | Время    | Очки     | Место    | Штраф         | Очки          | Место         | Время   | Очки    | Место   | Результат | Место |
| ----------------- | ----------- | ---------- | ---------- | ---------- | -------- | -------- | -------- | ------------- | ------------- | ------------- | ------- | ------- | ------- | --------- | ----- |
| личное первенство | Хайди Морси |            |            |            |          |          |          |               |               |               |         |         |         |           |       |

### Стрельба
В январе 2013 года Международная федерация спортивной стрельбы приняла новые правила проведения соревнований на 2013—2016 года, которые, в частности, изменили порядок проведения финалов. Во многих дисциплинах спортсмены, прошедшие в финал, теперь начинают решающий раунд без очков, набранных в квалификации, а финал проходит по системе с выбыванием. Также в финалах после каждого раунда стрельбы из дальнейшей борьбы выбывает спортсмен с наименьшим количеством баллов. В скоростном пистолете решающие поединки проходят по системе попал-промах. В стендовой стрельбе добавился полуфинальный раунд, где определяются по два участника финального матча и поединка за третье место.
Мужчины
| Соревнование                          | Спортсмены           | Квалификация | Квалификация | Полуфинал            | Полуфинал            | Финал                | Финал                |
| Соревнование                          | Спортсмены           | Результат    | Место        | Результат            | Место                | Соперник/ Результат  | Место                |
| ------------------------------------- | -------------------- | ------------ | ------------ | -------------------- | -------------------- | -------------------- | -------------------- |
| пневматическая винтовка, 10 метров    | Хамада Талат         | 618,2        | 39           | не проводится        | не проводится        | завершил выступление | завершил выступление |
| винтовка лёжа, 50 метров              | Ахмед Дарвиш         |              |              | не проводится        | не проводится        |                      |                      |
| винтовка из трёх положений, 50 метров | Хамада Талат         |              |              | не проводится        | не проводится        |                      |                      |
| пневматический пистолет, 10 метров    | Сами Абдель Разек    | 574          | 30           | не проводится        | не проводится        | завершил выступление | завершил выступление |
| пневматический пистолет, 10 метров    | Ахмед Мохамед        | 564          | 45           | не проводится        | не проводится        | завершил выступление | завершил выступление |
| скорострельный пистолет, 25 метров    | Ахмед Шабан          |              |              | не проводится        | не проводится        |                      |                      |
| пистолет, 50 метров                   | Сами Абдель Разек    | 534          | 38           | не проводится        | не проводится        | завершил выступление | завершил выступление |
| трап                                  | Ахмад Камар          | 119          | 4 Q          | 122                  | 5                    | завершил выступление | завершил выступление |
| трап                                  | Абдель Азиз Мехельба | 112          | 24           | завершил выступление | завершил выступление | завершил выступление | завершил выступление |
| скит                                  | Франко Донато        |              |              |                      |                      |                      |                      |
| скит                                  | Азми Мехельба        |              |              |                      |                      |                      |                      |

Женщины
| Соревнование                       | Спортсмены      | Квалификация | Квалификация | Полуфинал             | Полуфинал             | Финал                 | Финал                 |
| Соревнование                       | Спортсмены      | Результат    | Место        | Результат             | Место                 | Соперник/ Результат   | Место                 |
| ---------------------------------- | --------------- | ------------ | ------------ | --------------------- | --------------------- | --------------------- | --------------------- |
| пневматическая винтовка, 10 метров | Шима Хашад      | 413,2        | 27           | не проводится         | не проводится         | завершила выступление | завершила выступление |
| пневматическая винтовка, 10 метров | Хадир Мехимар   | 401,3        | 49           | не проводится         | не проводится         | завершила выступление | завершила выступление |
| пневматический пистолет, 10 метров | Афаф Эль-Ходход | 386          | 5 Q          | не проводится         | не проводится         | 137,1                 | 5                     |
| пистолет, 25 метров                | Афаф Эль-Ходход | 573          | 25           | завершила выступление | завершила выступление | завершила выступление | завершила выступление |

### Стрельба из лука
В квалификации соревнований лучники выполняют 12 серий выстрелов по 6 стрел с расстояния 70-ти метров. По итогам предварительного раунда составляется сетка плей-офф, где в 1/32 финала 1-й номер посева встречается с 64-м, 2-й с 63-м и.т.д. В поединках на выбывание спортсмены выполняют по три выстрела. Участник, набравший за эту серию больше очков получает 2 очка. Если же оба лучника набрали одинаковое количество баллов, то они получают по одному очку. Победителем пары становится лучник, первым набравший 6 очков.
Мужчины
| Соревнование              | Спортсмены     | Квалификация | Квалификация | 1/32 финала           | 1/16 финала          | 1/8 финала           | Четвертьфинал        | Полуфинал            | Финал                | Место |
| Соревнование              | Спортсмены     | Результат    | Место        | Соперник Результат    | Соперник Результат   | Соперник Результат   | Соперник Результат   | Соперник Результат   | Соперник Результат   | Место |
| ------------------------- | -------------- | ------------ | ------------ | --------------------- | -------------------- | -------------------- | -------------------- | -------------------- | -------------------- | ----- |
| индивидуальное первенство | Ахмед Эль-Немр | 644          | 51           | AUSТ. Уорт (14) П 0:6 | завершил выступление | завершил выступление | завершил выступление | завершил выступление | завершил выступление | 33    |

Женщины
| Соревнование              | Спортсмены | Квалификация | Квалификация | 1/32 финала             | 1/16 финала           | 1/8 финала            | Четвертьфинал         | Полуфинал             | Финал                 | Место |
| Соревнование              | Спортсмены | Результат    | Место        | Соперник Результат      | Соперник Результат    | Соперник Результат    | Соперник Результат    | Соперник Результат    | Соперник Результат    | Место |
| ------------------------- | ---------- | ------------ | ------------ | ----------------------- | --------------------- | --------------------- | --------------------- | --------------------- | --------------------- | ----- |
| индивидуальное первенство | Рим Мансур | 596          | 56           | TPEЛинь Шицзя (9) П 0:6 | завершила выступление | завершила выступление | завершила выступление | завершила выступление | завершила выступление | 33    |

### Тхэквондо
Соревнования по тхэквондо проходили по системе с выбыванием. Для победы в турнире спортсмену необходимо было одержать 4 победы. Тхэквондисты, проигравшие по ходу соревнований будущим финалистам, принимали участие в утешительном турнире за две бронзовые медали.
Единственным представителем Египта в мужской части соревнований стал действующий чемпион Африки и победитель Африканских игр Гофран Заки, выступавший в весовой категории до 68 кг. На Игры в Рио-де-Жанейро Заки квалифицировался, одержав победу в африканском квалификационном турнире, проходившем с 5 по 7 февраля 2016 года в Марокко.
Мужчины
Перед началом Олимпийских игр египетский тхэквондист, согласно своему положению в мировом рейтинге, получил 7-й номер посева. В первом раунде соревнований в весовой категории до 68 кг Заки встретился с иорданским спортсменом Ахмадом Абугаушом. Поединок сложился довольно неожиданно и завершился разгромной победой иорданского спортсмена 9:1. В дальнейшем Абугауш победил двух титулованных тхэквондистов и вышел в финал соревнований, благодаря чему Заки получил право побороться за бронзовую медаль. Уже в первом раунде утешительного турнира египтянин столкнулся со вторым номером мирового рейтинга южнокорейцем Ли Дэ Хуном. Гофран не смог сотворить сенсацию и проиграл 6:14, заняв итоговое 7-е место.
| Категория | Спортсмены      | Первый раунд             | Четвертьфинал      | Полуфинал               | Финал                | Место |
| Категория | Спортсмены      | Соперник Результат       | Соперник Результат | Соперник Результат      | Соперник Результат   | Место |
| --------- | --------------- | ------------------------ | ------------------ | ----------------------- | -------------------- | ----- |
| до 68 кг  | Гофран Заки (7) | JORА. Абугауш (10) П 1:9 | не участвовал      | Утешительный турнир     | Утешительный турнир  | 7     |
| до 68 кг  | Гофран Заки (7) | JORА. Абугауш (10) П 1:9 | не участвовал      | KORЛи Дэ Хун (2) П 6:14 | завершил выступление | 7     |

Женщины
| Категория | Спортсмены | Первый раунд       | Четвертьфинал      | Полуфинал          | Финал              | Место |
| Категория | Спортсмены | Соперник Результат | Соперник Результат | Соперник Результат | Соперник Результат | Место |
| --------- | ---------- | ------------------ | ------------------ | ------------------ | ------------------ | ----- |
| до 57 кг  |            |                    |                    |                    |                    |       |
| до 67 кг  |            |                    |                    |                    |                    |       |

### Тяжёлая атлетика
Каждый НОК самостоятельно выбирает категорию в которой выступит её тяжелоатлет. В рамках соревнований проводятся два упражнения - рывок и толчок. В каждом из упражнений спортсмену даётся 3 попытки. Победитель определяется по сумме двух упражнений. При равенстве результатов победа присуждается спортсмену, с меньшим собственным весом.
Мужчины
| Категория | Спортсмены | Вес   | Рывок | Рывок | Рывок | Толчок | Толчок | Толчок | Всего | Место |
| Категория | Спортсмены | Вес   | 1     | 2     | 3     | 1      | 2      | 3      | Всего | Место |
| --------- | ---------- | ----- | ----- | ----- | ----- | ------ | ------ | ------ | ----- | ----- |
| до 62 кг  | Ахмед Саад | 62,00 | 127   | 131   | 133   | 155    | 161    | 164    | 294   | 5     |
|           |            |       |       |       |       |        |        |        |       |       |
|           |            |       |       |       |       |        |        |        |       |       |
|           |            |       |       |       |       |        |        |        |       |       |
|           |            |       |       |       |       |        |        |        |       |       |

Женщины
Самой молодой участницей в египетской сборной по тяжёлой атлетике стала Эсра Ахмед, выступавшая в категории до 63 кг. Но несмотря на существенную разницу в возрасте со своими соперницами Эсра стала лучшей в подгруппе В, где помимо неё выступало ещё 6 спортсменок. После того, как все тяжелоатлетки из группы A выполнили рывок Эсра опустилась на 6-ю позицию, однако от третьего места её отделяло всего 8 кг. Но толчок всегда был слабой стороной египтянки и по его итогам она очень много проиграла своим соперницам, но с результатом 216 кг заняла высокое итоговое 7-е место.
| Категория | Спортсмены | Вес   | Рывок | Рывок | Рывок | Толчок | Толчок | Толчок | Всего | Место |
| Категория | Спортсмены | Вес   | 1     | 2     | 3     | 1      | 2      | 3      | Всего | Место |
| --------- | ---------- | ----- | ----- | ----- | ----- | ------ | ------ | ------ | ----- | ----- |
| до 63 кг  | Эсра Ахмед | 61,98 | 93    | 97    | 100   | 112    | 116    | 118    | 216   | 7     |
| до 69 кг  | Сара Ахмед | 68,00 | 107   | 110   | 112   | 135    | 140    | 143    | 255   | 3     |
|           |            |       |       |       |       |        |        |        |       |       |

### Фехтование
В индивидуальных соревнованиях спортсмены сражаются три раунда по три минуты, либо до того момента, как один из спортсменов нанесёт 15 уколов. В командных соревнованиях поединок идёт 9 раундов по 3 минуты каждый, либо до 45 уколов. Если по окончании времени в поединке зафиксирован ничейный результат, то назначается дополнительная минута до «золотого» укола.
Мужчины
| Соревнование          | Спортсмены                                       | 1/32 финала              | 1/16 финала                | 1/8 финала                | Четвертьфинал        | Полуфинал            | Финал                | Место |
| Соревнование          | Спортсмены                                       | Соперник Результат       | Соперник Результат         | Соперник Результат        | Соперник Результат   | Соперник Результат   | Соперник Результат   | Место |
| --------------------- | ------------------------------------------------ | ------------------------ | -------------------------- | ------------------------- | -------------------- | -------------------- | -------------------- | ----- |
| индивидуальная шпага  | Айман Файез (16)                                 | не участвовал            | VENР. Лимардо (17) В 15:5  | FRAГ. Грюмье (1) П 9:15   | завершил выступление | завершил выступление | завершил выступление | 16    |
| индивидуальная рапира | Алаэльдин Абуэлькассем (8)                       | не участвовал            | CZEА. Шупенич (25) В 15:8  | ITAД. Гароццо (9) П 13:15 | завершил выступление | завершил выступление | завершил выступление | 11    |
| индивидуальная рапира | Тарек Айяд (24)                                  | не участвовал            | ITAД. Гароццо (9) П 8:15   | завершил выступление      | завершил выступление | завершил выступление | завершил выступление | 25    |
| индивидуальная рапира | Мохаммед Эссам (31)                              | BRAЭ. Маркес (34) В 15:8 | USAА. Массиалас (2) П 7:15 | завершил выступление      | завершил выступление | завершил выступление | завершил выступление | 32    |
| командная рапира      | Алаэльдин Абуэлькассем Тарек Айяд Мохаммед Эссам | не проводится            | не проводится              | не проводится             |                      |                      |                      |       |
| индивидуальная сабля  | Мохамед Амер (30)                                | не проводится            | KORКу Бон Гиль (3) П 9:15  | завершил выступление      | завершил выступление | завершил выступление | завершил выступление | 31    |

Женщины
| Соревнование          | Спортсмены        | 1/32 финала                | 1/16 финала              | 1/8 финала            | Четвертьфинал         | Полуфинал             | Финал                 | Место |
| Соревнование          | Спортсмены        | Соперник Результат         | Соперник Результат       | Соперник Результат    | Соперник Результат    | Соперник Результат    | Соперник Результат    | Место |
| --------------------- | ----------------- | -------------------------- | ------------------------ | --------------------- | --------------------- | --------------------- | --------------------- | ----- |
| индивидуальная рапира | Нура Мохамед (25) | не участвовала             | TUNИ. Бубакри (8) П 4:15 | завершила выступление | завершила выступление | завершила выступление | завершила выступление | 25    |
| индивидуальная сабля  | Нада Хафез (36)   | VENА. Бенитес (29) П 11:15 | завершила выступление    | завершила выступление | завершила выступление | завершила выступление | завершила выступление | 36    |